# Елън Грейси Нортфлийт
Елън Грейси Нортфлийт (на португалски: Ellen Gracie Northfleet, португ. произношение: [ˈɛlẽj ˈɡɾejsi nɔʁtʃˈfɫiːtʃ], р. 16 февруари 1948) е бразилски юрист от американски произход и бивш съдия от Върховния федерален съд на Бразилия (2000 – 2011).
Елън Грейси е първата жена, назначена за съдия във Върховния съд на Бразилия., и първата жена – председател на този съд.
През 1970 г. Елън Грейси Нортфлийт придобива бакалавърска степен по право от Юридическия факултет на Федералния университет на Рио Гранде до Сул, след което специализира социална антропология в същия университет. През 1971 г. започва работа в Законодателната асамблея на Рио Гранде до Сул. На 7 ноември 1973 г. постъпва във Федералната прокуратура на Бразилия, където заема длъжността федерален прокурор до 1989 г., когато е назначена за съдия в Регионалния федерален съд на 4-ти регион, който е сред федералните апелативни съдилища в Бразилия. През 1987 г. Елън Грейси вече е доцент по конституционно право в Центъра за правни науки към Университета на Вали до Рио дос Синос.
В периода 1991 – 1992 г. Нортфлийт преподава в Американския университет във Вашингтон по линия на Програмата Фулбрайт на американското правителство. В САЩ Елън Грейси съдейства на Библиотеката на Конгреса за изграждане на глобална правна информационна мрежа – проекта „GLIN“. През 1997 г. Елен Грасие е избрана за председател на Регионалния федерален съд на 4-ти регион и председателства съда до 1999 г.
На 23 ноември 2000 г. президентът Енрики Кардозо назначава Елън Грейси Нортфлийт за съдия във Върховния федерален съд на Бразилия, с което тя става първата жена – съдия във Върховния съд. От 2006 до 2008 г. Елен Грасие Нортфлийт изпълнява длъжността председател на Върховния федерален съд.
Когато е назначена за съдия във Върховния съд, Елън Грейси Нортфлийт е на 52 години. Съгласно Конституцията на Бразилия тя трябва да изпълнява длъжността си до 2018 г., когато навършва 70 години – задължителната възраст за пенсиониране на върховните съдии. На 8 август 2011 г. обаче „Официален вестник на Съюза“ публикува съобщение за оставката на Елън Грейси Нортфлийт като върховен съдия на Бразилия – това става 7 години преди Грейси да навърши възрастта за пенсиониране на върховните съдии. В съобщението за оставката ѝ не са посочени никакви формални причини за оттеглянето ѝ, не е извършена и тържествена церемония в деня на официалното ѝ напускане на състава на съда.
След като напуска Върховния съд, Елън Грейси Нортфлийт е адвокат на свободна практика и арбитър в Рио де Жанейро. Член е на Юридическия съвет на Федерацията на индустриалците на Сао Пауло и е заместник-председател на Камарата за арбитраж на същата институция. Освен това Елън Грейси е член на директорските бордове на няколко компании, включително на борда на директорите на World Justice Project.
На 5 август 2016 г. Елън Грейси е сред осемте души – изтъкнати атлети и известни личности, които носят олимпийското знаме по врмето на церемонията по откриването на Летните олимпийски игри в Рио де Жанейро.